# جامعة القيروان
جامعة القيروان هي جامعة أبحاث عامة تقع في مدينة القيروان، تونس. تأسست في 2 سبتمبر 2004 وارثة بذلك بعض مؤسسات جامعة الوسط.

## مؤسسات
تحتوي الجامعة على:
- كلية الآداب والعلوم الإنسانية بالقيروان
- كلية العلوم والتقنيات بسيدي بوزيد
- المعهد العالي للإعلامية والتصرف بالقيروان
- المعهد العالي للفنون والحرف بالقيروان
- المعهد العالي للعلوم التطبيقية والتكنولوجيا بالقيروان
- المعهد العالي للفنون والحرف بالقصرين
- المعهد العالي للدراسات القانونية والسياسية بالقيروان
- المعهد العالي للرياضيات التطبيقية والإعلامية بالقيروان
- المعهد العالي للدراسات التطبيقية في الإنسانيات بسبيطلة
- المعهد العالي للفنون والحرف بسيدي بوزيد
- المعهد العالي للعلوم التطبيقية والتكنولوجيا بالقصرين
- المعهد التحضيري للدراسات الهندسية بالقيروان

## تطور العدد الجملي للطلبة
تطور عدد طلبة الجامعة بازدياد عدد المعاهد العليا التابعة لها ليصل 15059 في السنة الدراسية 2008-2009:
| المؤسسة                                                | سنة الأحداث | 2002-2001 | 2009-2008 |
| ------------------------------------------------------ | ----------- | --------- | --------- |
| كلية الآداب والعلوم الإنسانية بالقيروان                | 2001        | 6044      | 7292      |
| المعهد العالي للإعلامية والتصرف بالقيروان              | 2002        | 0         | 4612      |
| المعهد العالي للفنون والحرف بالقيروان                  | 2002        | 0         | 1326      |
| المعهد العالي للعلوم التطبيقية والتكنولوجيا بالقيروان  | 2005        | 0         | 851       |
| المعهد العالي للدراسات القانونية والسياسية بالقيروان   | 2005        | 0         | 1199      |
| المعهد العالي للرياضيات التطبيقية والإعلامية بالقيروان | 2006        | 0         | 820       |
| المعهد العالي للفنون والحرف بالقصرين                   | 2005        | 0         | 388       |
| المعهد العالي للدراسات التطبيقية في الإنسانيات بسبيطلة | 2007        | 0         | 326       |
| المعهد العالي للفنون والحرف بسيدي بوزيد                | 2008        | 0         | 159       |
| المجموع العام                                          | -           | 6044      | 15059     |

## وصلات خارجية
- المعهد العالي للفنون والحرف بالقيروان.